# James Whelan
James Whelan, é um ciclista profissional australiano nascido a 11 de julho de 1996 em Melbourne. Actualmente compete pela equipa Q36.5 Pro Cycling Team.

## Palmarés
2018
- 2º no Campeonato Oceânico em Estrada
- Volta à Flandres sub-23

2023
- (1) etapa Volta a Portugal